# 馬林郡市政中心
馬林郡市政中心（Marin County Civic Center），位於加州聖拉斐爾，由建築師法蘭克·洛伊·萊特所設計。
1960年開始動土建造，由於當時萊特已經過世，工程是由其學徒埃倫·格林監督，並於1962年完工。
1997年的科幻電影《Gattaca》曾在此取景。
这座广阔的建筑群远离圣拉斐尔市中心的前县城，横跨美国101号公路以东的两个山谷。它的粉红色灰泥墙、蓝色屋顶和扇形阳台非常独特。 較小的側翼是縣行政大樓，較大的側翼是司法廳，由一座位於小山丘上的圓形結構連接，該山丘上設有縣圖書館。
馬林縣監事會派系之間的鬥爭通過場地和建築師的選擇、項目的融資以及最終完成而展開。馬林縣文娛中心是州和國家歷史地標。
附近的露天市場每年春天都會舉辦马林·索诺玛优雅大赛，他們每年七月都会举办马林县博览会。

## 體系結構
1957 年選擇弗蘭克·勞埃德·賴特設計市政中心是有爭議的，市政中心項目是賴特最大的公共項目，涵蓋了整個校園的市民結構，郵局是賴特職業生涯中唯一的聯邦政府項目。賴特的設計借鑒了賴特於1932年首次出版的Broadacre City概念的想法和形式。

### 主体建筑
主體結構包括一座580英尺（180米）長的四層行政大樓和一座位於較低高度的880英尺（270米）長的三層司法廳，以120度角連接一個直徑80英尺（24米）的圓形大廳。司法廳橫跨一個小山谷，在一條通道和一個停車場上方拱起兩次，而行政大樓則跨越一個較小的峽谷。兩種結構都通過較低層的拱門進入。長長的主立面以每層樓跨度遞減的淺非結構拱門為標誌。拱門採用金屬框架和灰泥貼花，在較低層略有重疊。在中間層，它們似乎站在細長的金色陽極氧化柱上，在頂層，它們變成圓形開口，金色欄杆直接位於深屋頂懸垂下。欄杆本身俱有圓形圖案。明亮的藍色屋頂本身帶有拱形切口和凸起的圓形圖案。建築的翅膀呈桶形拱頂形狀排列在中央廚房的兩側，不對稱佈置。中庭的內部護欄是沒有金屬元素的實心灰泥。入口由帶有圓形頂部和底部的金色陽極氧化金屬垂直格柵控制，而不是門。屋簷飾有拱形飾板，每個拱形中都嵌入了小金球，在心房中重複了這種圖案。
中央山丘上的圓形大廳設有縣圖書館和中央自助餐廳。其172英尺（52米）的金色尖頂用於容納無線電發射器以及鍋爐廠的煙囪。內部佈置在開放的中庭或賴特所說的“商場”周圍，允許自然光進入空間。最初向天空開放的購物中心後來被威廉韋斯利彼得斯設計的天窗覆蓋。室內空間以玻璃牆為特色，讓光線從外部和中庭穿透，並遵循賴特關於政府活動最大程度開放的哲學。
賴特的概念設想了一個金色的屋頂，事實證明這是不可能用一種持久的材料獲得的。賴特去世後，奧爾吉瓦娜·勞埃德·賴特選擇了一種耐候性好的亮藍色，隨著年齡的增長，顏色變得更柔和。顏色選擇以及粉紅色的灰泥牆最初是有爭議的，導致該建築被稱為“大粉紅色”。唯一的大金元素是圓形大廳的尖頂。

### 附屬建築
郵局大樓是靠近綜合大樓入口處的一層橢圓形建築。它的立面重複了拱形圖案，其頂篷上有圓形裝飾。內部設有一個橢圓形的大堂。
附近的退伍軍人紀念禮堂由塔里埃森联合建筑师設計，於1971年以與主建築群兼容的方式完工。禮堂是為縣集市設計的，結合了平坦的展覽空間和分層的座位空間，採用了韋斯利·彼得斯、喬治·伊澤努爾和亞倫·格林設計的折衷方案。主廳座位1960以圓形劇場佈置。一個獨立的展示劇院可容納300個座位，展廳最多可容納2000名顧客。
最初的司法廳設計納入了馬林縣監獄。由於監獄的空間已經超出了它的空間，一些提議被提出來建立一個毗鄰市民中心的新設施。 1994年，一座新的、大部分為地下的監獄建成，位於司法廳以西的山頂，由 AECOM設計，有222個牢房和363個床位。監獄通過地下通道與司法廳相連。設計理念最初是由艾伦·格林提出的。最終設計是在1980年代拒絕不合適的地下和地上設計後達成的。內部空間的自然採光由位於六個吊艙公共空間上的天窗採光提供。